# Somerset Maugham (chanson)
Pour les articles homonymes, voir Somerset Maugham.
Singles de Alain Souchon
On s'aime pas
(1980) Saute en l'air
(1983)
Somerset Maugham est un single d'Alain Souchon, paru chez RCA en 1981. Composée par Laurent Voulzy et écrite et interprétée par Alain Souchon.
Bien que la chanson ne soit présente sur aucun album studio, elle est incluse dans de nombreux albums en public et compilations de l'artiste.

## Présentation
Cette chanson rend hommage au romancier, nouvelliste et dramaturge britannique, William Somerset Maugham. Elle est devenue une des chansons incontournables d'Alain Souchon, présente dans toutes les compilations et interprétée à tous les concerts d'Alain Souchon.

## Reprise
- Keren Ann a repris cette chanson en 2018 sur l'album hommage à Alain Souchon, Souchon dans l'air, vol. 2.